# ピチカート・ファイヴ・ウィ・ディグ・ユー
『ピチカート・ファイヴ・ウィ・ディグ・ユー』（pizzicato five we dig you）は、2006年5月24日にリリースされたピチカート・ファイヴの通算7作目のリミックス・アルバム。

## 解説
小西康陽と親交の深いDJやアーティスト10組がpizzicato fiveの音源を独自センスにてミックスした初のカットアップ盤。

## 関連リリース
ピチカート・ファイヴの解散から5年が経過した2006年、小西康陽はコロムビアミュージックエンタテインメント（現・日本コロムビア）内のレーベル「*********records,tokyo（レディメイドレコーズ・トーキョー）」を「columbia*readymade（コロムビア・レディメイド）」にリニューアル。新レーベル第一弾としてピチカート・ファイヴの既発アルバム17作品と新編集ベスト・アルバム2作品を同年3月31日に一斉リリースしている。

## 収録曲
1. pizzichannelesson5～HALFBYの女性上位時代 [6:35]　
  - cut-up by HALFBY
2. ピチカート･ファイヴの考えたことは何ですか。 [5:47]　
  - cut-up by 常盤響
3. exam from 524 [4:16]
  - cut-up by BOOT BEAT[3]
4. A revolt of turntable & p5 [6:51]
  - cut-up by 川西卓[4]
5. The Ultimate Pizzicato Lesson 5-4-3-2-1 [6:47]　
  - cut-up by 吉田哲人
6. radio P5 [4:18]　
  - cut-up by Sunaga t Experience
7. PizziCUT Five UP Anthems [6:30]　
  - cut-up by CUBISMO GRAFICO
8. bossa nova 3003 [4:35]
  - cut-up by PIZZICATO FIVE
9. PIZZICATO FIVE X [11:46]　
  - cut-up by Pandart sasanoooha
10. Talhot Strings （good morning cardiff girl） [1:01]
  - cut-up by CARDIFF GIRL[5]
11. Yikes! Peach Cut 5'24"!! [5:25]
  - cut-up by HANDSOMEBOY TECHNIQUE